# Didier Samuel
 (octobre 2023).
Didier Samuel est un médecin, chercheur et directeur d'organismes scientifiques français, actuellement PDG de l'INSERM depuis 2023.
Il dispose d'une renommée internationale pour son expertise dans le domaine des maladies hépatiques et en transplantation hépatique.

## Carrière professionnelle
Depuis 1999, il est chef du service d'Hépatologie et de Réanimation hépatique et directeur médical du centre de transplantation hépatique au Centre hépato-biliaire à l'Hôpital Paul-Brousse à Villejuif.
De 2000 à 2003, il est membre du comité scientifique de l'Association européenne d'étude du foie.
Depuis 2005 et jusqu'en 2023, il dirige une unité de recherche recherche U785 devenue 1193 au sein de l'Inserm consacrée à la physiopathogenèse et au traitement des maladies du foie au sein duquel il dirige l'équipe « Innovations thérapeutiques et recherche translationnelle en maladies hépatiques et en transplantation du foie ».
De 2007 à 2017, il est chef de Pôle dans le groupe hospitalier Paris-Saclay
De 2007 à 2015, il est membre du conseil de la Société internationale de transplantation hépatique puis en devient le président de 2013 à 2014.
De 2010 à 2014, il est éditeur en chef du Journal of Hepatology.
Didier Samuel fut professeur d'hépatologie à l'université Paris-Saclay, directeur du service d'hépatologie et de réanimation hépatique de l'hôpital Paul-Brousse ainsi que directeur médical du programme de transplantation hépatique au sein du même hôpital.
En 2017, il devient doyen de la faculté de médecine de Paris-Saclay. En 2022, il est élu président de la Conférence des doyens de médecine. Durant la même période, il préside le Comité national de coordination de la recherche.
En 2023, il est nommé PDG de l'Inserm.

## Publications et renommée
Il a publié plus de 600 articles indexés PubMed avec un indice h à 78, un score SIGAPS depuis 1995 à 6 480.

## Ouvrages
- La crise de foie n'existe pas : il est temps de connaître cet organe vital et d'en prendre soin, Vanves, Éditions Marabout, 2017, 217 p.  (ISBN 978-2-501-11999-3)

## Prix reçus
- American Association for the Study of the Liver Diseases Carrier Achievement in Liver Transplantation Award (2007)
- Grand prix de recherche Fondation Allianz Académie des sciences (2014)
- European Association for the Study of the Liver (EASL) Recognition Award (2018)

## Décorations
- Chevalier de la Légion d'honneur